# Acizzia exculta
Acizzia exculta är en insektsart som beskrevs av Burckhardt och Van Harten 2006. Acizzia exculta ingår i släktet Acizzia och familjen rundbladloppor. Inga underarter finns listade i Catalogue of Life.